# Johannes Schönherr (Autor)
Johannes Schönherr (* 2. Januar 1894 in Dresden; † 27. Oktober 1961 in Leipzig) war ein deutscher Schriftsteller, Verlagslektor, Publizist, Lehrer und Rundfunkmitarbeiter in der DDR.

## Leben
Johannes Schönherr, am 2. Januar 1894 in Dresden in ärmlichen Verhältnissen geboren, absolvierte nach der Realschule, auf staatliche Stipendien angewiesen, das Lehrerseminar in Dresden-Strehlen, leistete im Ersten Weltkrieg Kriegsdienst als Unteroffizier bei der Infanterie und wurde nach einer Gasvergiftung 1917 im Frühjahr 1918 ausgemustert.
Bereits seit 1912 veröffentlichte er Gedichte in den Blättern für Belehrung und Unterhaltung, einer Beilage der Leipziger Neuesten Nachrichten, und anderen Tageszeitungen. Seine während des Kriegseinsatzes entstandenen Gedichte waren vereinzelt schon in den Schützengrabenzeitungen sowie in zivilen Presseorganen abgedruckt worden, nun kam eine größere Zahl davon zur Publikation in Zeitungen und Zeitschriften. 1924 wurden sie gesammelt als Lyrikband unter dem Titel Herz der Zeit veröffentlicht.
Nach der Ausmusterung war Schönherr zunächst als Hilfslehrer in Kleinwaltersdorf bei Freiberg/Sachsen tätig. 1920 siedelte er nach Leipzig über und arbeitete dort als Volksschullehrer an wechselnden Schulen. In dieser Zeit engagierte er sich in der SPD, den Gewerkschaften und im Leipziger Arbeiter-Bildungs-Institut.
Schönherr wurde neben Ernst Preczang Lektor der 1924 gegründeten Büchergilde Gutenberg, verfasste für die Zeitschrift Die Büchergilde Artikel, schrieb Vorworte und hielt Vorträge in Ortsvereinigungen. Der Verlag war linksgerichtet und sozialkritisch, nahm jedoch keine radikalen Titel ins Programm auf. (Erst mit Schönherrs späterer Ablösung durch Erich Knauf schlug das Buchprogramm deutlicher nach links aus.) 1927 wurde Schönherr für ein Jahr zum verantwortlichen Leiter der Büchergilde gewählt. In dieser Funktion betreute er von Juli 1927 bis August 1928 unter anderem Martin Andersen Nexø und Max Barthel, vor allem aber B. Traven. Dessen Manuskript von Aslan Norval überarbeitete er stark. Außerdem verfasste er wissenschaftliche Abhandlungen über Traven. Im Januar 1931 wurden Auszüge aus seinem Roman Der große Befehl – 1933 als Buch herausgebracht – unter dem Titel Erbarmt Euch der Lebenden! in der SPD-Parteizeitung Vorwärts und unter dem Titel Sturmangriff im Januar 1933 in der Neuen Leipziger Zeitung vorabgedruckt. Vortragsabende über den Literaturbetrieb vervollständigten seinen Aufgabenbereich. 1933 erfolgte Schönherrs Ausschluss aus der Büchergilde und aus der Reichsschrifttumskammer. Seine Bücher wurden verboten.
Schönherr wurde nach einem Schulentlassungsverfahren, in dem ihm Pazifismus, Verbindung zur Sozialdemokratie und Antinationalismus zur Last gelegt wurden, im Sommer 1933 zum Hilfslehrer degradiert. 1945 im Zuge der Entnazifizierung dem Schuldienst enthoben, arbeitete er zunächst als Referent für Literatur beim Kulturamt Leipzig. In dessen Auftrag hielt er Vorträge über unter anderem Heine, Schiller, Maxim Gorki, Jack London, Upton Sinclair, Bruno H. Bürgel, B. Traven, Gerhart Hauptmann und Max Jungnickel. Von 1947 bis 1948 war er als stellvertretender Abteilungsleiter „Künstlerisches Wort“ beim Mitteldeutschen Rundfunk (Sender Leipzig) tätig. Zum 1. Mai 1948 trat Schönherr wieder in den Schuldienst ein und unterrichtete Deutsch und Geschichte an einer Oberschule in Markkleeberg, Kreis Leipzig-Land. Er schied im September 1954 nach ärztlichem Gutachten als dienstunfähig aus dem Schuldienst aus.
Am 27. Oktober 1961 starb Johannes Schönherr in Leipzig.
Seinen Nachlass verwahrt das Archiv der Akademie der Künste in Berlin. Darin enthalten ist eine bedeutende Materialsammlung zu B. Traven.

## Werke

### Selbstständige Werke
- 1924: Herz der Zeit. Verse. Verlag Die Wölfe, Leipzig.
- 1927: Befreiung. Geschichte eines jungen Menschen. Illustrationen von Max Schwimmer. Büchergilde Gutenberg, Berlin.
- 1933: Der große Befehl. Büchergilde Gutenberg, Berlin.

### Unselbstständige Werke in Anthologien
- 1961: Wie B. Traven „entdeckt“ wurde. In: Karl Dietz (Hrsg.): Der Greifen-Almanach auf das Jahr 1962. Greifenverlag, Rudolstadt, S. 148–160.
- 1962: Piraten der Literatur. In: Karl Dietz (Hrsg.): Der Greifen-Almanach auf das Jahr 1963. Greifenverlag, Rudolstadt, S. 182–202.
- 1963: Wer ist B. Traven? In: Karl Dietz (Hrsg.): Der Greifen-Almanach auf das Jahr 1964. Greifenverlag, Rudolstadt, S. 238–287.

### Unselbstständige Werke in Zeitungen und Zeitschriften (Auswahl)
- 1914: Stehe auf und wandle! Von Max Kretzer. Buchrezension in: Die Zukunft. XXII. Jahrgang, Nr. 23, vom 7. März 1914, S. 334.
- 1917: Grabennacht. In: März. Eine Wochenschrift. 11. Jahrgang, Heft 21, vom 26. Mai 1917, S. 486.
- 1918: Der Kamerad. In: Die Glocke. Sozialistische Wochenschrift. 3. Jahrgang, 2. Band, Nr. 42, vom 19. Januar 1918, S. 616.
- 1924: Im Spiegel und Kriegsgedichte (Ohnmacht, Mutter Erde, Der Rosenstock, Die Wasserholer, Die Mutter, Flandrische Nacht, Der Kriegsblinde). In: Proletarische Heimstunden. Drittes Heft 1924, S. 76–81.
- 1929: Im Westen doch Neues. In: Vorwärts. 17. August 1929, Beilage des Vorwärts: Unterhaltung und Wissen.
- 1934: Um die Heimat. In: Jugend. Münchner Illustrierte Wochenschrift für Kunst und Leben. 39. Jahrgang 1934, Nummer 21, S. 325–327.
- 1934: Der Nächste. In: Neue Leipziger Zeitung. 24. Juni 1934 (unpaginiert). Auch in: Das Vaterhaus. Illustrierte Roman-Zeitschrift. Nr. XV./54 [1938?] (unpaginiert).
- 1948: B. Traven – der „Totenschiff“-Dichter. In: Tägliche Rundschau. Zeitung für die deutsche Bevölkerung. Dresden, 4. Juni 1948, S. 3.
- 1949: Martin Andersen Nexö. Geboren am 26 Juni 1869. In: Deutschunterricht. Zweiter Jahrgang, Drittes Heft, S. 1–6.

### Vorworte (Auswahl)
- 1927: Vorwort. In: Max Kretzer: Meister Timpe. Sozialer Roman. Büchergilde Gutenberg, Berlin, S. 7–10.

### Liedtexte
- 1926 (oder früher): Gewißheit./Am Grabe. A-capella-Chöre von Friedrich Trözmüller.
- 1945: Besinnung. Fünf Lieder nach Gedichten von Johannes Schönherr (Wandlung, Lichte Stunde, Beruhigung, Schöne Nacht, Der Dichter) für Bariton und Klavier von Fred Lohse (Uraufführung: 27. Januar 1946, Forsthaus Raschwitz, Markkleeberg).
- 1947: Anruf der Herzen. Kantate für Soli, gemischten Chor und Orchester von Fred Lohse nach Worten von Johannes Schönherr (Uraufführung: 4. Mai 1947, Kongreßhalle, Leipzig).
- 1947: Erwartung. Musik: Fred Lohse.

## Auszeichnungen
- 1918: Das schwarze Abzeichen für Verwundete, im Namen Seiner Majestät des Kaisers und Königs vom Königlichen Bezirkskommando Freiberg
- 1930: Leipziger Dichterpreis des Rates der Stadt Leipzig
- 1935: Ehrenkreuz für Frontkämpfer, gestiftet von dem Reichspräsidenten Generalfeldmarschall von Hindenburg
- 1947: 3. Preis beim Preisausschreiben Das Lied des Volkes, ausgelobt von Theater der Zeit, für den Text Erwartung zur Komposition von Fred Lohse